# Campeonato Brasileiro de Futebol Sub-23 de 2017
O Campeonato Brasileiro Sub-23 de 2017 foi a primeira edição deste evento esportivo, um torneio nacional de futebol organizado pela Confederação Brasileira de Futebol (CBF).
Começou a ser disputado no dia 22 de outubro e terminou em 10 de dezembro. Nesta edição, o Internacional sagrou-se campeão pela primeira vez, vencendo a decisão contra o Santos pelo placar agregado de 4–2.

## Antecedentes
Uma competição da categoria sub-23 era uma demanda dos clubes brasileiros para suprir uma lacuna do ciclo de formação dos atletas, que se encerrava aos 20 anos. Dessa forma, a CBF tentou realizar a competição em anos anteriores, tendo o ex-coordenador Erasmo Damiani e o ex-treinador da seleção sub-20 Rogério Micale como idealizadores, mas não conseguiu colocar as tentativas em prática.
Em 2017, o período de duração desagradou Corinthians, Flamengo, Fluminense, Palmeiras, Ponte Preta e Vasco, que recusaram os convites para participar. Diante das recusas, novos convites foram feitos, o que permitiu as entradas de Athletico Paranaense, Botafogo, Coritiba e Figueirense.

## Formato e participantes
Nesta edição, os 10 participantes foram divididos em dois grupos, pelos quais os integrantes disputaram jogos de turno único contra os adversários do próprio chaveamento. Depois de cinco rodadas, os dois primeiros colocados de cada grupo se classificaram para as semifinais. A partir desta fase, o torneio passou a ser disputado em jogos eliminatórios de ida e volta até a decisão. Os 10 participantes foram:
| Federação                                            | Participante        |
| ---------------------------------------------------- | ------------------- |
| Minas Gerais                                         | Atlético Mineiro    |
| Minas Gerais                                         | Cruzeiro            |
| Paraná                                               | Atlético Paranaense |
| Paraná                                               | Coritiba            |
| Rio de Janeiro \|style="text-align: left;"\|Botafogo |                     |
| Rio Grande do Sul                                    | Grêmio              |
| Rio Grande do Sul                                    | Internacional       |
| Santa Catarina                                       | Figueirense         |
| São Paulo                                            | Santos              |
| São Paulo                                            | São Paulo           |

## Primeira fase
Em 22 de outubro, Atlético Mineiro e Botafogo se enfrentaram pelo primeiro jogo do Campeonato Brasileiro Sub-23, vencido pelo primeiro. Depois de cinco rodadas, Atlético Mineiro, Internacional, Santos e São Paulo se classificaram para as semifinais.

## Fases finais
No dia 23 de novembro, Santos e São Paulo protagonizaram o primeiro jogo das semifinais no estádio do Canindé. No confronto, o clube da Baixada Santista eliminou o rival, vencendo as duas partidas. No outro confronto, o Internacional venceu o Atlético Mineiro nos pênaltis.
Em 30 de novembro, a CBF definiu as datas e os locais da final entre Internacional e Santos. O clube do Rio Grande do Sul ficou com o título após vencer a decisão pelo placar agregado de 4–2.
|  | Semifinais         | Semifinais | Semifinais | Semifinais |   |               | Final | Final | Final | Final |
|  |                    |            |            |            |   |               |       |       |       |       |
|  | Atlético Mineiro   | 1          | 1          | 2 (2)      |   |               |       |       |       |       |
|  | Internacional (p.) | 0          | 2          | 2 (3)      |   |               |       |       |       |       |
|  | Internacional (p.) | 0          | 2          | 2 (3)      |   | Internacional | 3     | 1     | 4     |       |
|  |                    |            |            |            |   | Internacional | 3     | 1     | 4     |       |
|  |                    | Santos     | 1          | 1          | 2 |               |       |       |       |       |
|  | São Paulo          | Santos     | 1          | 1          | 2 | 1             | 0     | 1     |       |       |
|  | São Paulo          |            |            |            |   | 1             | 0     | 1     |       |       |
|  | Santos             | 2          | 2          | 4          |   |               |       |       |       |       |

### Geral
- «Regulamento Específico do Campeonato Brasileiro Sub-23 de 2017» (PDF). Confederação Brasileira de Futebol. Consultado em 12 de fevereiro de 2023. Cópia arquivada (PDF) em 21 de setembro de 2021

### Específicas
1. ↑  «Santos só empata com o Inter e fica com o vice do Brasileiro de Aspirantes». Gazeta Esportiva. 10 de dezembro de 2017. Consultado em 20 de setembro de 2021. Cópia arquivada em 9 de julho de 2021
2. ↑  Leandro Behs (10 de dezembro de 2017). «Inter empata com Santos na Vila Belmiro e é campeão do Brasileirão de Aspirantes». Zero Hora. Consultado em 9 de julho de 2021. Cópia arquivada em 12 de fevereiro de 2023
3. 1 2  Dassler Marques (27 de setembro de 2017). «Corinthians, Fla, Palmeiras...CBF sofre recusas para ter Brasileiro sub-23». UOL. Consultado em 24 de outubro de 2017. Arquivado do original em 2 de outubro de 2017
4. 1 2 3 4  «CBF divulga tabela do Campeonato Brasileiro Sub-23: veja jogos e datas». GloboEsporte.com. 16 de outubro de 2017. Consultado em 11 de fevereiro de 2023. Cópia arquivada em 9 de julho de 2021
5. 1 2 3  «Coritiba disputará Brasileiro Sub-23 com time Sub-20». Bem Paraná. 17 de outubro de 2017. Consultado em 11 de fevereiro de 2023. Cópia arquivada em 12 de fevereiro de 2023
6. ↑  «Brasileiro de Aspirantes começa neste domingo». Confederação Brasileira de Futebol. 22 de outubro de 2017. Consultado em 11 de fevereiro de 2023. Cópia arquivada em 12 de fevereiro de 2023
7. ↑  «Atlético-MG vence o Botafogo pelo BR de Aspirantes». Confederação Brasileira de Futebol. 22 de outubro de 2017. Consultado em 11 de fevereiro de 2023. Cópia arquivada em 12 de fevereiro de 2023
8. ↑  «Aspirantes: tabela detalhada das semis e finais». Confederação Brasileira de Futebol. 17 de novembro de 2017. Consultado em 11 de fevereiro de 2023. Cópia arquivada em 12 de fevereiro de 2023
9. ↑  «Santos sai na frente por vaga na final». Confederação Brasileira de Futebol. 23 de novembro de 2017. Consultado em 11 de fevereiro de 2023. Cópia arquivada em 23 de maio de 2022
10. ↑  «Aspirantes: Santos vence o São Paulo e avança». Confederação Brasileira de Futebol. 28 de novembro de 2017. Consultado em 11 de fevereiro de 2023. Cópia arquivada em 19 de janeiro de 2022
11. ↑  «Inter vence o Galo nos pênaltis e está na final». Confederação Brasileira de Futebol. 28 de novembro de 2017. Consultado em 11 de fevereiro de 2023. Cópia arquivada em 28 de maio de 2022
12. ↑  «Aspirantes: tabela detalhada da Final». Confederação Brasileira de Futebol. 30 de novembro de 2017. Consultado em 11 de fevereiro de 2023. Cópia arquivada em 16 de janeiro de 2022
13. ↑  «Internacional é campeão do Brasileirão de Aspirantes após empatar com Santos B». GloboEsporte.com. 10 de dezembro de 2017. Consultado em 11 de fevereiro de 2023. Cópia arquivada em 21 de setembro de 2021
14. ↑  «Internacional Campeão do Brasileiro de Aspirantes». Melhores da Base. 11 de dezembro de 2017. Consultado em 11 de fevereiro de 2023. Cópia arquivada em 21 de setembro de 2021
15. ↑  «Internacional é campeão do Brasileiro de Aspirantes». Portal Morada. 11 de dezembro de 2017. Consultado em 11 de fevereiro de 2023. Arquivado do original em 23 de junho de 2022